# Аджомор, Экерекеме
Экерекеме Аджомор (англ. Ekerekeme Agiomor; 16 декабря 1994) — нигерийский борец вольного стиля, участник Олимпийских игр, чемпион Африки.

## Карьера
В феврале 2018 года на чемпионате Африки в Порт-Харкорте обыграв в финале южноафриканца Фредилана Мараиса стал чемпионом. В марте 2019 года в тунисском Хаммамете  на чемпионате Африки занял 3 место. В апреле 2021 года в Хаммамете на африканском и океанском олимпийский отборочный турнире к Олимпийским играм в Токио завоевал лицензию. В августе 2021 года на Олимпиаде в схватке на стадии 1/8 финала уступил представителя Индии Дипаку Пунии со счётом (1:12) и занял итоговое 13 место.

## Достижения
- Чемпионат Африки по борьбе 2018 — ;
- Чемпионат Африки по борьбе 2019 — ;
- Чемпионат Африки по борьбе 2020 — ;
- Олимпийские игры 2020 — 13;
- Чемпионат Африки по борьбе 2022 — ;